# Michael Cutter
Izvršni pomoćnik okružnog tužioca Michael "Mike" Cutter je fiktivni lik iz NBC-eve serije Zakon i red, a tumači ga Linus Roache. Ovaj lik je debitirao u 1. epizodi 18. sezone emitirane 2. siječnja 2008.

## Pregled lika

### Karijera
Unutar kontinuiteta franšize Zakon i red, Cutter obnaša dužnost izvršnog pomoćnika okružnog tužioca, koju je dobio nakon što je njegov prethodnik Jack McCoy (Sam Waterston) dobio mjesto okružnog tužioca Okruga Manhattan koje je prazno ostavio Arthur Branch. 
Dobro surađuje s Connie Rubirosom, pomoćnicom tužioca, koja je prije Cuttera pomagala McCoyju. Baš zbog toga je često razgovarao o McCoyju s njom - nerijetko i s prigovorima - kako bi bolje shvatio svog novog šefa. Kako je navedeno u prvoj epizodi, Cutter je bio upoznat bivšim okružnim tužiteljem Arthurom Branchom, a čak je i nekoliko puta bio u njegovom uredu.[L&O - S18E01]

### Osobnost
Cutter je jednako uporan u zadovoljavanju pravde kao i njegov prethodnik McCoy, no spreman je popustiti i prekršiti pravila kako bi osigurao osudu. Glumac Linus Roache je ovako opisao lika:
Na primjer, u jednoj epizodi su detektivi tražili žrtve otmice kojima se prijetilo smrću tijekom masivnog nestanka struje i pronašli su izgledno skrovište. Kako je ono bilo zatvoreno, a vlasnika trgovine nije bilo nisu mogli ući u trgovinu bez naloga. Zvali su Cuttera, a ovaj je otišao kod suca po nalog. Nakon što je molio suca i nakon što je sudac razgovarao s det. Greenom odbio je potpisati nalog, no Cutter je detektivima javio da mogu ući iako nisu imali nalog za to, kockajući se hoće li to kasnije moći opravdati. Kada je Cutter kasnije to rekao McCoyju ovaj je bio ljut na njega i brinuo se za moguće probleme, no nije ih bilo jer su uspjeli naći jednog sudionika koje je svjedočio tako da im nalog tijekom suđenja i nije bio toliko važan. Ovo je prvi primjer Cutterovog kršenja pravila tijekom nastupanja u seriji.[L&O - S18E02]
U epizodi "Misbegotten" vidjeli smo kako Cutter uvježbava govori obrane kako bi mogao pripremiti svoje vlastito pobijanje. 
Tijekom prvih epizoda Cutterovog nastupa često su se mogle uočiti sličnosti i razlike između njega i McCoyja. Cutter bi mogao biti malo vatreniji nego McCoy, koji je ipak bio podosta smiren. Ovo se vidi u epizodi u kojoj je skoro podržao krivokletstvo.[L&O - S18E07]
Tijekom te, ali i tijekom epizode "Tango", Cutter je raspravljao o Connieninom izgledu. U epizodi "Quit Claim" je rekao da bi joj se mogao uspješno udvarati prije nego što je postala tako lijepa. U "Tangu" se potpuno slaže s e-mailom koji pohvaljuje Connienine noge i sposobnost unakrsnog ispitivanja. U toj istoj epizodi on primijeti kako jedan potencijalni porotnik stalno gleda u Connie. Nakon što ga je ispitao i savjetovao se s Connie (koja nije bila za to da bude porotnik), Cutter nije prigovorio za njega kao porotnika. Tijekom suda, Cutter je ohrabrivao Connie da malo više pokazuje noge tijekom suđenja. Kasnije saznajemo da je Cutter sve ovo napravio samo kako bi pridobio tog porotnika na stranu tužiteljstva što automatski povećava šansu tužiteljstva da dobije presudu koju želi. Tijekom te epizode taj isti porotnik je "slučajno" prišao Connie na ulici, no ova nije pričala s njim zbog zakona koji zabranjuje sudionicima suđenja da razgovaraju s porotnicima izvan sudnice. Kada je Connie saznala Cutterov plan, naljutila se na njega i mislila da ju je "prodao poroti".[L&O - S18E10] Cijeli taj razgovor čuo je i McCoy koji otvorio vrata da vidi što se događa. Kada je Cutter pokušao pričati s Connie nakon presude, koja je išla u korist tužiteljstvu, ona to nije htjela.
Cutter u svom uredu ima drvenu palicu za bejzbol, koju nekad drži kada se priprema ili koncentrira na aspekte suđenja.